# 변명 (드라마)
《변명》은 MBC에서 1980년 2월 29일에 방영된 3.1절 특집 드라마이다. 일제시대 때 독립투사였던 사람과 일제의 앞잡이로 살아온 정반대의 삶을 영위해온 두 사람이 자녀의 결혼문제를 놓고 고민하는 모습을 그리고 있다.

## 줄거리
재벌회사의 중견사원 정준호는 회장의 둘째딸 박숙현과 결혼을 약속한 사이다. 그러나 그의 아버지는 단식을 하면서까지 그들의 결혼을 극구 반대한다. 준호는 옛날 자신의 대학등록금을 선뜻 대준 학자 이병구를 찾아가 아버지에 대한 이야기를 듣게 된다.

## 출연진
- 최불암
- 김무생
- 이정길
- 김자옥
- 박근형
- 정혜선